# Pipilo erythrophthalmus
Pipilo erythrophthalmus là một loài chim trong họ Emberizidae.